# Dario Argento
Dario Argento (Roma, 7 settembre 1940) è un regista, sceneggiatore e produttore cinematografico italiano.
Cineasta molto celebre sia in Italia sia all'estero, in particolar modo in Francia, Giappone e Stati Uniti, è soprannominato il Maestro del brivido avendo dedicato al cinema horror e thriller quasi tutta la propria produzione ed avendo diretto alcune pellicole rimaste tra le più famose di tali generi. Fra i suoi lavori più noti la Trilogia degli animali (composta da L'uccello dalle piume di cristallo, del 1970, Il gatto a nove code e 4 mosche di velluto grigio, entrambi del 1971), il film-cardine di passaggio dal thriller all'horror Profondo rosso (1975), e la trilogia de Le tre madri (composta da Suspiria, del 1977, Inferno, del 1980, e La terza madre, del 2007).
Fin dagli esordi Argento trasfonde nelle sue opere le proprie paure, concentrandosi sui meccanismi della suspense e del terrore, in particolare nei primi film, considerati capostipiti del giallo all'italiana.

## Biografia

### Gioventù e primi passi
Nasce a Roma nel 1940, figlio di Salvatore Argento, un produttore cinematografico romano di origini siciliane, in passato funzionario dell'Unitalia, e di Elda Luxardo (1915-2013), una fotografa di moda brasiliana di origini italiane (i nonni materni del futuro regista erano originari rispettivamente di Santa Margherita Ligure, in provincia di Genova, e di Mestre, nella terraferma veneziana), sorella minore dell'altrettanto noto fotografo Elio Luxardo. Da bambino si tratteneva spesso nello studio della madre, dove sviluppò la fascinazione per le figure femminili, la cura per il dettaglio, il gusto per l'illuminazione e le lunghe sedute per il trucco, tutte componenti che caratterizzeranno il suo cinema. Il padre è stato il produttore di tutti i suoi primi film, a partire da L'uccello dalle piume di cristallo fino a Tenebre.
Dopo essersi iscritto al liceo classico, lo abbandona al secondo anno, prendendo così la decisione di trasferirsi a Parigi, dove risiede per circa un anno vivendo di espedienti e lavorando anche come lavapiatti. Rientrato in Italia, nel 1957 inizia a collaborare con L'Araldo dello Spettacolo, occupandosi di teatro, cinema e musica. È in questo periodo che matura le proprie passioni cinefile, rappresentate dal cinema espressionista, dalla Nouvelle Vague, dai film noir, horror, gialli, polizieschi, dagli spaghetti-western, da Hitchcock, Antonioni, Fellini, ma anche dal cinema dei telefoni bianchi e da quello sovietico. Forte di queste passioni, Argento riesce a farsi assumere a Paese Sera, noto quotidiano romano, come critico cinematografico: con le sue recensioni si schiera nettamente a favore del cinema di genere, in particolare western, thriller, horror, fantascienza, in rottura con la critica ufficiale.
Tra il 1966 e il 1969 collabora alla stesura dei copioni di diversi film di genere, quali Cimitero senza croci, La stagione dei sensi o La legione dei dannati, ma anche di film d'autore come Metti, una sera a cena di Giuseppe Patroni Griffi, la commedia satirica di denuncia Scusi, lei è favorevole o contrario? di Alberto Sordi, e soprattutto C'era una volta il West, del quale scrive il soggetto con Bernardo Bertolucci e Sergio Leone.

### L'esordio alla regia e i primi gialli

Un giovane Dario Argento dietro la macchina da presa.

Secondo alcune fonti, l'esordio di Argento come regista avviene sul set di Un esercito di 5 uomini, pellicola del 1969 della quale firma la sceneggiatura, supervisionando un team subentrato dopo il primo giorno di riprese a Don Taylor, anche se poi ufficialmente la regia verrà attribuita al produttore Italo Zingarelli.
Nel 1969 Argento fonda insieme al padre Salvatore una società di produzione, la S.E.D.A. Spettacoli, con la quale avvia il suo primo progetto cinematografico da regista. Debutta ufficialmente infatti dietro la macchina da presa nello stesso anno con L'uccello dalle piume di cristallo, in cui mette insieme elementi gialli, thriller e in parte noir, scritto basandosi sul romanzo La statua che urla di Fredric Brown (che gli aveva consigliato il suo amico Bernardo Bertolucci). Il film, uscito nel febbraio 1970, nonostante una tiepida accoglienza iniziale, si trasforma in un grande successo, incassando poco più di un miliardo di lire.
Definito dal critico cinematografico Roberto Pugliese come un «sasso nello stagno» del cinema italiano dell'epoca, L'uccello dalle piume di cristallo contiene in germe diversi elementi che verranno dal regista ripresi e sviluppati nelle opere successive e che contribuiranno a delineare il suo stile: le tecniche di ripresa (lo stacco dal piano lungo al primo piano, l'uso di soggettive, primissimi piani su oggetti e occhi), l'ossessione per i dettagli, l'importanza della fotografia (tonalità di certi colori, luci, inquadrature), colonna sonora (quasi sempre allucinante) e rumori (amplificati), il ricorso al montaggio alternato, con cui si anticipa con alcuni fotogrammi la sequenza successiva, la scarsità dei dialoghi, la frammentazione delle location in città diverse e la conseguente indeterminatezza geografica dell'azione, il senso di avulsione dalla realtà che circonda i protagonisti, la presenza di sketch umoristici in stile hitchcockiano, il whodunit, l'interesse per le psicopatologie e, infine, la descrizione dettagliata delle azioni dell'assassino, rappresentato quasi sempre in impermeabile, cappello e guanti di pelle.
Visto il successo commerciale del primo film, Argento prosegue l'anno dopo con Il gatto a nove code. La pellicola si distingue per la suspense e il delinearsi di uno stile personale. Nel dicembre dello stesso anno esce anche 4 mosche di velluto grigio, giallo in parte horror, nel quale sperimenta tecniche innovative per suscitare tensione emotiva nel pubblico, come l'impiego di una macchina da presa proveniente dall'università di Lipsia, la Pentazet, per riprendere la sequenza del proiettile che esce dalla pistola, girata a 18000 fotogrammi/secondo, e soprattutto per l'incidente finale a 36000 fotogrammi/secondo. La pellicola in questione viene ricordata soprattutto per la sequenza "onirica" della decapitazione, ogni volta condotta un passo più avanti, secondo uno schema che ricorda il flashback di C'era una volta il West. Queste prime tre opere vengono spesso definite Trilogia degli animali, o anche Trilogia zoologica.
Guadagnatosi il soprannome di Hitchcock italiano, Argento accetta la proposta della Rai di produrre e curare una serie TV di quattro film, della durata di circa un'ora ciascuno, intitolata La porta sul buio, trasmessa nel settembre 1973 sulla prima rete. Il regista dirige, con lo pseudonimo di Sirio Bernadotte, l'episodio Il tram, ricavato da una sequenza eliminata dalla sceneggiatura originale de L'uccello dalle piume di cristallo, mentre collabora a soggetto e sceneggiatura di Testimone oculare, firmato da Roberto Pariante, ma in realtà girato dallo stesso Argento. Gli altri due episodi, Il vicino di casa e La bambola, sono diretti rispettivamente da Luigi Cozzi e Mario Foglietti. L'episodio autografo di Argento, in particolare, rivede le idee già sviluppate nei primi tre lungometraggi (inquadrature ricercate, uso di soggettive, ossessione per il dettaglio, il "particolare rivelatore", il whodunit), con le differenze che il giallo argentiano presenta un marcato umorismo di fondo e viene risolto da un poliziotto, il tutto scandito dalla colonna sonora jazz di Giorgio Gaslini.

### Una parentesi storica
Nel 1973 Argento si vede costretto, per esigenze produttive, a dirigere quello che rimane l'unico episodio della sua filmografia non di genere thriller-horror, ossia Le cinque giornate, appartenente al filone storico di revival ottocentesco in voga in quel periodo e ambientato durante i giorni dell'insurrezione della cittadinanza milanese contro gli austriaci (18-22 marzo 1848). Inizialmente Dario Argento avrebbe dovuto solo scrivere e produrre il film, la cui regia avrebbe dovuto essere di Nanni Loy, ma quando quest'ultimo rinunciò, Ugo Tognazzi - inizialmente scritturato come protagonista - pose come condizione per la sua permanenza nel cast che il film venisse diretto da Dario Argento. Fra gli interpreti figurano Adriano Celentano (chiamato a sostituire Tognazzi) ed Enzo Cerusico. Argento, affiancato in sede di sceneggiatura da Nanni Balestrini, realizza un film di critica sociale e politica.

### Il ritorno al thriller e il debutto nell'horror

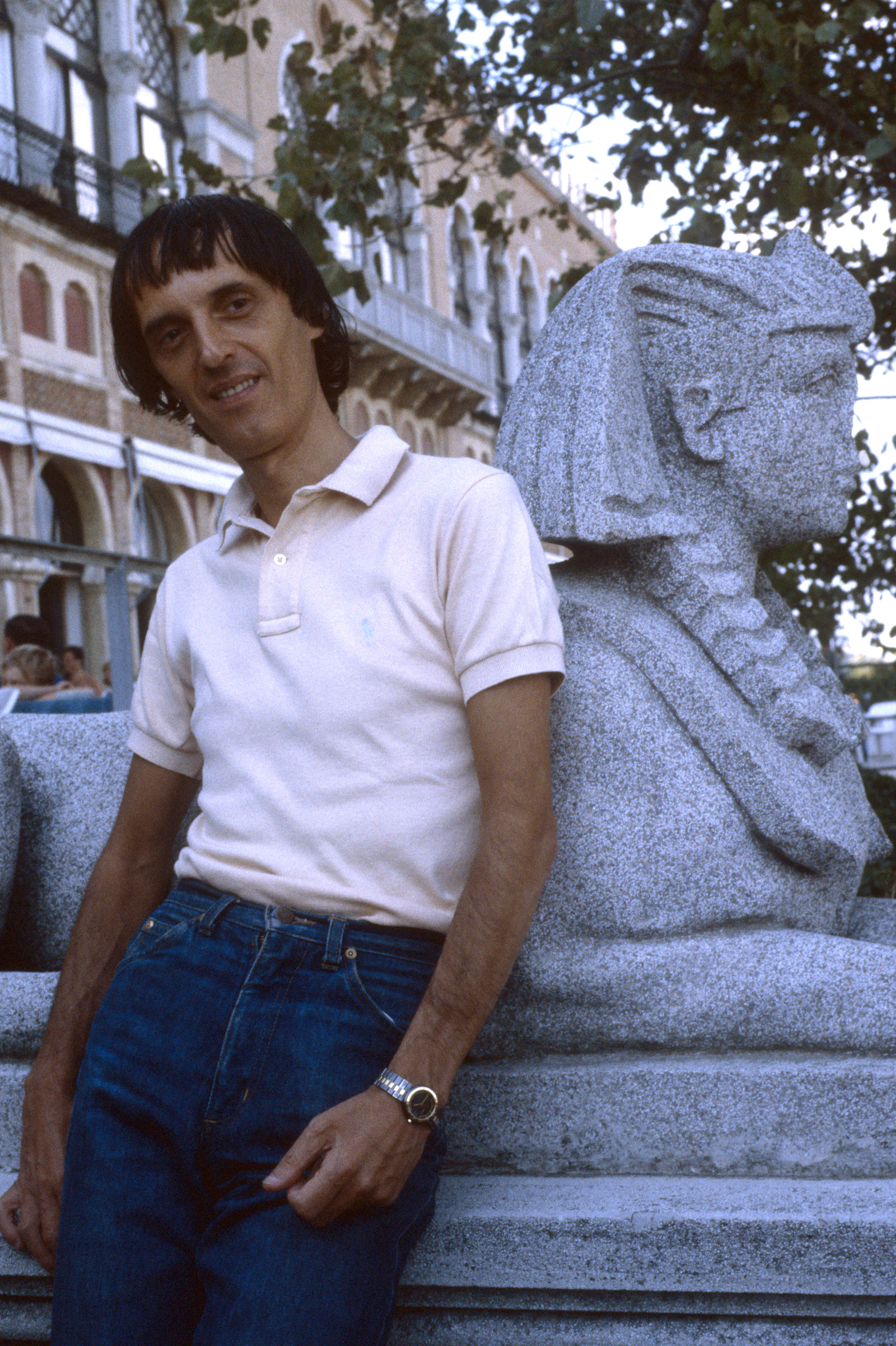
Dario Argento nel 1985

Argento realizza nel 1975 il suo film maggiormente conosciuto in Italia: Profondo rosso. La pellicola conobbe un'enorme popolarità sia per le sue qualità cinematografiche intrinseche, sia per il successo discografico della colonna sonora, composta in parte da musica progressive rock del gruppo musicale Goblin e in parte da brani jazz di Giorgio Gaslini. Profondo rosso costituisce il punto d'arrivo di un percorso di sperimentazione sul genere ed è considerato un punto di snodo nella filmografia del regista.
Nel 1977 Argento debutta definitivamente nell'horror con Suspiria, sorta di fiaba gotica moderna, ambientando la storia nella città di Friburgo, nella Foresta Nera; grazie alla sua peculiare qualità visiva e sonora, il film è spesso avvicinato all'espressionismo cinematografico.
Negli anni 1980 Argento alterna horror a thriller, iniziando con Inferno (1980). Le tematiche che in Suspiria erano state per la prima volta affrontate sono qui amplificate ed estremizzate. Molti i riferimenti al film precedente: analoghe scenografie e luci, con colori accesi e innaturali (prevalentemente blu, rosso e viola), e ancora una volta elemento importante è la colonna sonora, che include il Va' pensiero di Verdi e Mater Tenebrarum di Keith Emerson. Nel 1982 il regista torna con Tenebre, nel quale rimette in scena i temi a lui prediletti: traumi psichici, feticismo, deviazioni sessuali, follia, il tutto secondo il classico whodunit. In seguito dirige l'horror Phenomena (1985) e il thriller Opera (1987).

### Anni novanta e duemila
Nel 1990 dirige, assieme a George A. Romero, l'horror Due occhi diabolici, in cui i due registi reinterpretano in chiave moderna due racconti di Edgar Allan Poe. Negli anni immediatamente successivi, Argento dirige altri due thriller: Trauma (1993) e La sindrome di Stendhal (1996). Due anni dopo, il regista si cimenta con il remake di un classico dell'horror gotico: Il fantasma dell'Opera (1998). Gli ultimi tre film vedono tutti la presenza di Asia Argento, figlia del regista, nel ruolo di protagonista.
Dopo il ritorno al thriller con Non ho sonno (2001) e Il cartaio (2004), nel 2007 Argento conclude la Trilogia delle Tre Madri con La terza madre, in cui torna a lavorare con la figlia Asia. Nel 2008 si cimenta come doppiatore per il videogioco Dead Space nel quale, per il doppiaggio italiano, presta la voce al dottor Terrence Kyne. Nel 2009 Argento dirige Giallo, pellicola presentata in anteprima al Festival del Cinema di Edimburgo e distribuita direttamente in home video l'anno stesso.
Nel 2009, il regista cede i diritti di due suoi film per farne realizzare dei remake negli Stati Uniti d'America: i titoli interessati sono L'uccello dalle piume di cristallo e Suspiria.

### Anni 2010-2020

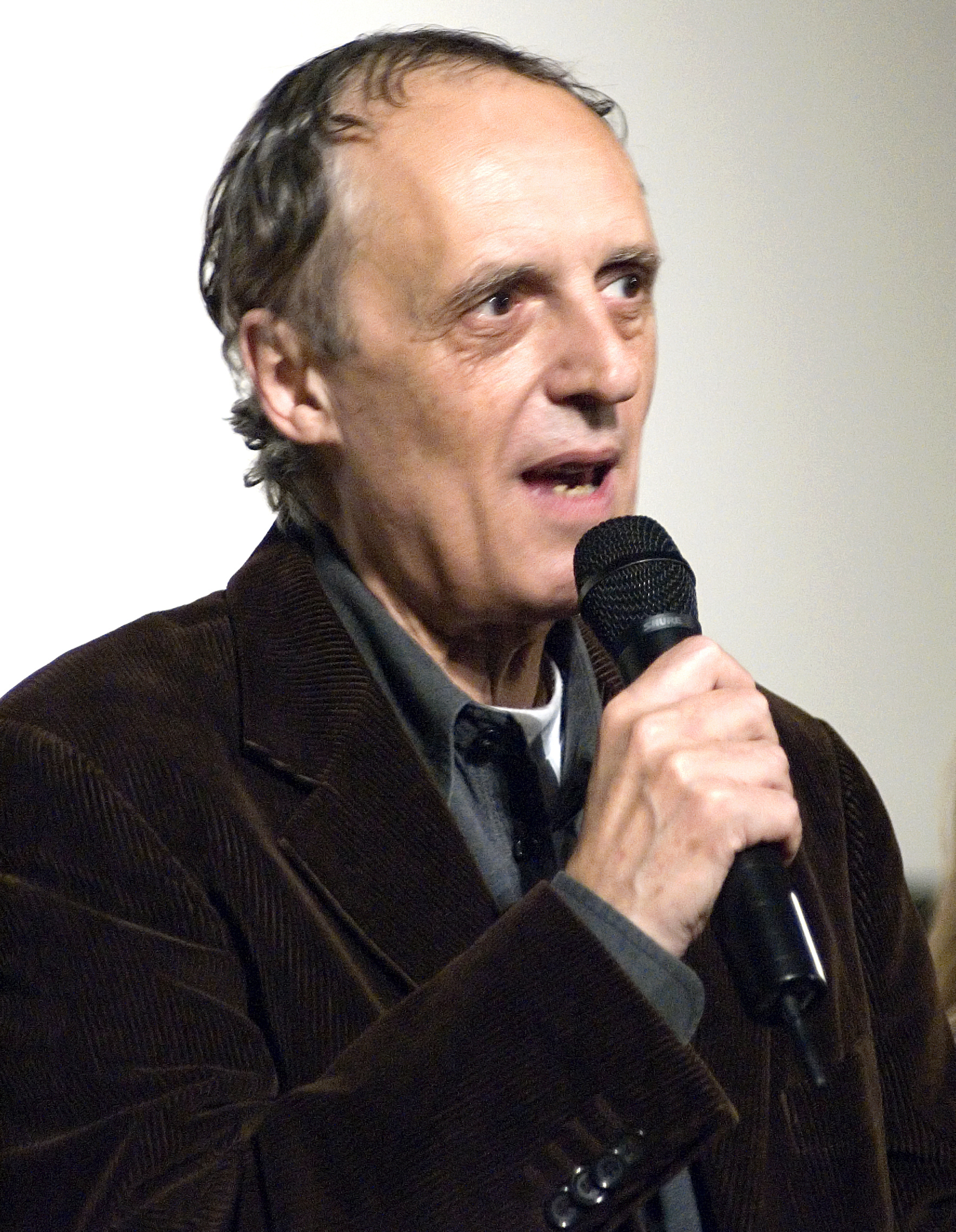
Dario Argento al Torino Film Festival 2006.

Nel maggio 2010 Dario Argento annuncia durante il Fantafestival di Roma un film su Dracula in 3D distribuito dalla Paramount Pictures. Il 19 maggio 2012 il film, intitolato Dracula 3D, viene presentato in anteprima mondiale, fuori concorso, al Festival di Cannes, durante la Proiezione di mezzanotte, accolto da pessime critiche. Argento annuncia in quell'occasione l'uscita del film per il novembre 2012 nei cinema italiani, dove raccoglierà la cifra di €275'000, largamente al di sotto anche delle peggiori previsioni.
Nel 2012 il Reykjavík International Film Festival gli ha conferito il Premio alla carriera. Dal 2 agosto 2012 è conduttore del programma 100 pallottole d'Argento su Rai Movie, nel quale presenta cento pellicole della storia del cinema da lui selezionate.
Nel novembre 2014, Argento dà l'annuncio della prossima realizzazione di The Sandman, progetto ispirato all'omonimo racconto di E.T.A. Hoffmann, per il quale il regista ha lanciato sul web una campagna di crowdfunding. Il film avrebbe dovuto vedere la presenza del cantante Iggy Pop quale protagonista e le riprese sarebbero dovute iniziare nel novembre 2015, ma in un'intervista tenutasi in occasione della XVII edizione del premio "La Chioma di Berenice", il 18 ottobre 2015, il regista ha affermato che le cose andavano a rilento. Il progetto, a causa di contrasti tra i diversi produttori del film, è entrato in development hell. Nel 2018, durante la presentazione romana della sua prima raccolta di racconti Horror. Storie di sangue, spiriti e segreti (edita da Mondadori), Argento ha annunciato ufficialmente la cancellazione del progetto The Sandman.
Il 27 marzo 2019 ha ricevuto il Premio Speciale alla carriera ai David di Donatello.
A gennaio 2020, la figlia Asia annuncia con un post su Instagram che reciterà in un nuovo film diretto dal padre, intitolato Occhiali neri, la cui produzione è iniziata nel 2020. Il progetto nasce da una sceneggiatura scritta da Argento insieme a Franco Ferrini nel 2002, non più trasformata in film a causa del fallimento della Cecchi Gori Group. Il film verrà presentato in anteprima mondiale alla 72ª edizione del Festival Internazionale del Cinema di Berlino e distribuito nelle sale italiane il 24 febbraio 2022.
Durante il Noir In Festival 2021, Argento annuncia che reciterà da protagonista in un film diretto da Gaspar Noé, interpretando il ruolo di un critico cinematografico.

### I contatti con il mondo del teatro e il nuovo film

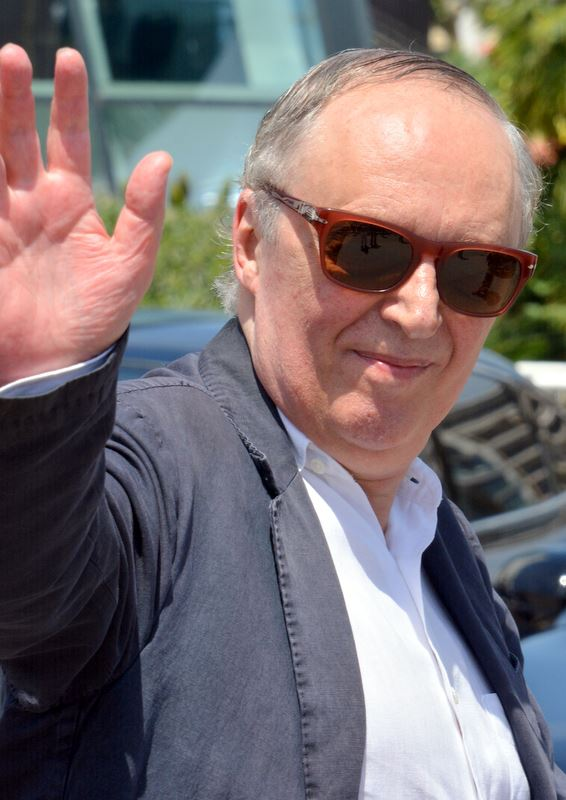
Dario Argento al Festival di Cannes 2017

Nel 2007 firma la direzione artistica del musical Profondo rosso, scritto da Claudio Simonetti per la regia di Marco Calindri, con l'attore e cantante Michel Altieri, scoperto da Luciano Pavarotti, che interpreta il ruolo di Mark Daly. La trama riprende la versione originale del film, mentre la musica presenta nuovi brani elettronici scritti da Simonetti per Altieri, raccolti in una nuova colonna sonora.
Il 4 ottobre 2013 debutta come regista dell'opera Macbeth di Giuseppe Verdi (la stessa che aveva trasposto al cinema nel film Opera) al Teatro Coccia di Novara. Nel febbraio 2015 dirige l'opera Lucia di Lammermoor di Gaetano Donizetti per il Teatro Carlo Felice di Genova.

## Opere letterarie
Nel gennaio 1996 pubblica per Bompiani il romanzo La sindrome, in concomitanza con l'uscita del film La sindrome di Stendhal.
Nel 2014 pubblica per Einaudi la sua autobiografia dal titolo Paura.
Nel febbraio 2018 pubblica per Mondadori la raccolta di racconti Horror. Storie di sangue, spiriti e segreti.
Nel luglio 2018 firma il soggetto e la sceneggiatura dell'albo n. 383 della collana Dylan Dog dal titolo Profondo nero.

## Vita privata

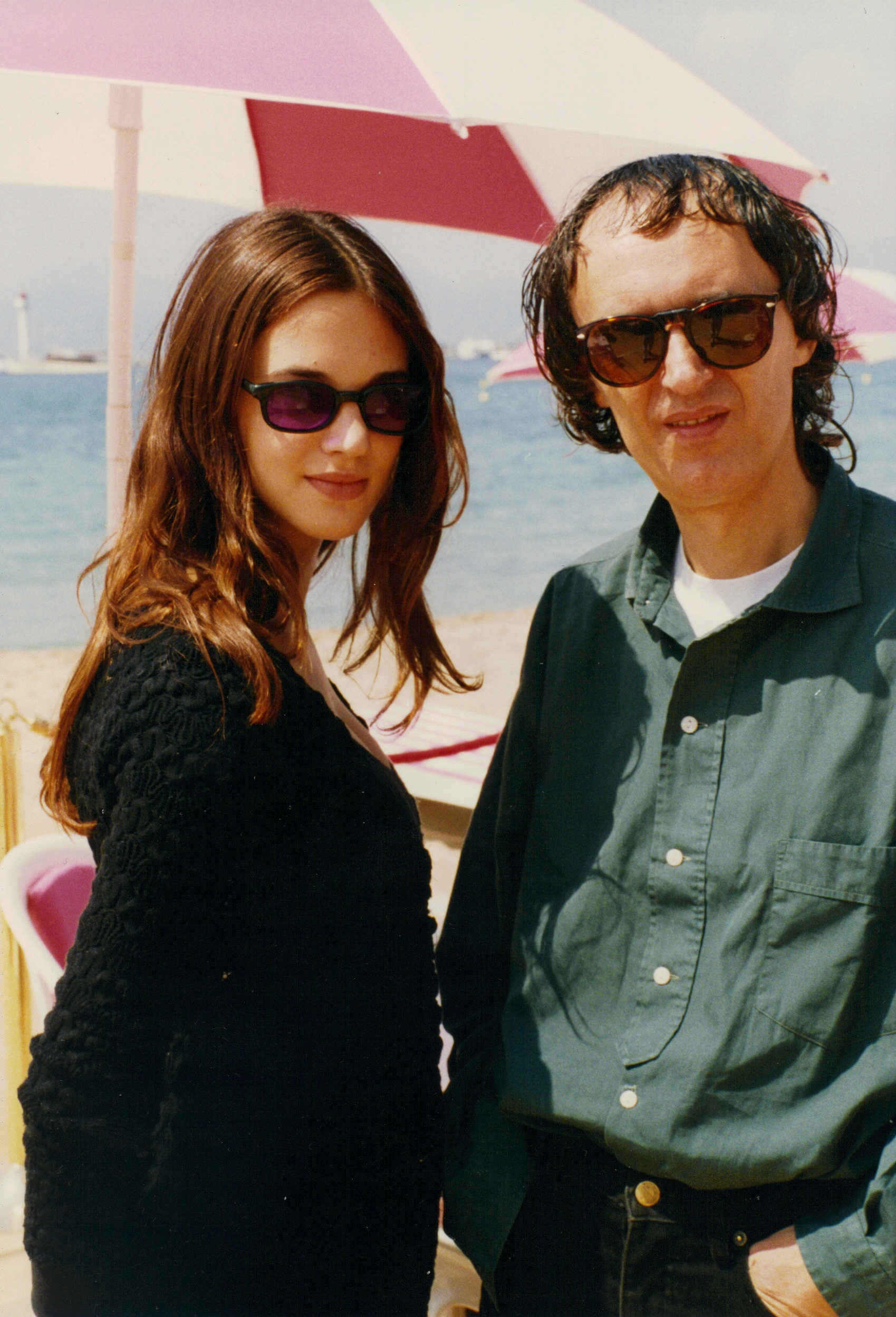
Dario Argento con la figlia Asia al Festival di Cannes 1993

Argento ha due figlie: Fiore (1970), nata dal matrimonio con Marisa Casale (che durò dal 1966 al 1972), e Asia (1975), anch'ella attrice, regista e produttrice, nata dalla relazione con l'attrice Daria Nicolodi. Ha due nipoti, entrambi figli di Asia.
Nel 1974 ebbe inoltre una breve relazione con l'attrice Marilù Tolo.

## Filmografia

### Regista

#### Cinema
- L'uccello dalle piume di cristallo (1970)
- Il gatto a nove code (1971)
- 4 mosche di velluto grigio (1971)
- Le cinque giornate (1973)
- Profondo rosso (1975)
- Suspiria (1977)
- Inferno (1980)
- Tenebre (1982)
- Phenomena (1985)
- Opera (1987)
- Due occhi diabolici (1990) - episodio Il gatto nero
- Trauma (1993)
- La sindrome di Stendhal (1996)
- Il fantasma dell'Opera (1998)
- Non ho sonno (2001)
- Il cartaio (2004)
- La terza madre (2007)
- Giallo (2009)
- Dracula 3D (2012)
- Occhiali neri (2021)

### Cortometraggi
- Cult, il film, (2023)

#### Televisione
- La porta sul buio, episodio Il tram e Testimone oculare (con Roberto Pariante) (1973)
- Ti piace Hitchcock? – film TV (2005)
- Masters of Horror, episodi Jenifer - Istinto assassino e Pelts - Istinto animale (2005-2006)

### Sceneggiatore
- Qualcuno ha tradito, regia di Franco Prosperi (1967)
- Oggi a me... domani a te , regia di Tonino Cervi (1968)
- Comandamenti per un gangster, regia di Alfio Caltabiano (1968)
- Commandos, regia di Armando Crispino (1968)
- La rivoluzione sessuale, regia di Riccardo Ghione (1968)
- Cimitero senza croci, regia di Robert Hossein (1968)
- Metti, una sera a cena, regia di Giuseppe Patroni Griffi (1969)
- Probabilità zero, regia di Maurizio Lucidi (1969)
- La legione dei dannati, regia di Umberto Lenzi (1969)
- Un esercito di 5 uomini, regia di Italo Zingarelli (1969)
- La stagione dei sensi, regia di Massimo Franciosa (1969)
- L'uccello dalle piume di cristallo, regia di Dario Argento (1970)
- Il gatto a nove code, regia di Dario Argento (1971)
- 4 mosche di velluto grigio, regia di Dario Argento (1971)
- Così sia, regia di Alfio Caltabiano (1972)
- Le cinque giornate, regia di Dario Argento (1973)
- Profondo rosso, regia di Dario Argento (1975)
- Suspiria, regia di Dario Argento (1977)
- Zombi (Dawn of the Dead), regia di George A. Romero (1978)
- Inferno, regia di Dario Argento (1980)
- Tenebre, regia di Dario Argento (1982)
- Phenomena, regia di Dario Argento (1985)
- Dèmoni, regia di Lamberto Bava (1985)
- Dèmoni 2... L'incubo ritorna, regia di Lamberto Bava (1986)
- Opera, regia di Dario Argento (1987)
- La chiesa, regia di Michele Soavi (1989)
- Due occhi diabolici, regia di Dario Argento (1990) - episodio Il gatto nero
- La setta, regia di Michele Soavi (1991)
- Trauma, regia di Dario Argento (1993)
- La sindrome di Stendhal, regia di Dario Argento (1996)
- M.D.C. - Maschera di cera, regia di Sergio Stivaletti (1997)
- Il fantasma dell'Opera, regia di Dario Argento (1998)
- Non ho sonno, regia di Dario Argento (2001)
- Il cartaio, regia di Dario Argento (2004)
- La terza madre, regia di Dario Argento (2007)
- Giallo, regia di Dario Argento (2009)
- Dracula 3D, regia di Dario Argento (2012)
- Occhiali neri, regia di Dario Argento (2022)

### Attore
- Scusi, lei è favorevole o contrario?, regia di Alberto Sordi (1966)
- L'uccello dalle piume di cristallo (1970) (mani dell'assassino[32]; non accreditato)
- Il gatto a nove code (1971)
- Il vicino di casa (episodio di La porta sul buio (1973)
- Profondo rosso (1975) (mani dell'assassino; non accreditato)
- Suspiria (1977) (voce, personaggio misterioso col mantello, riflesso sul vetro del taxi nella scena del temporale, riflesso del professor Milus nel vetro; non accreditato)
- Inferno (1980) (solo voce; non accreditato)
- Tenebre (1982) (solo voce; non accreditato)
- Phenomena (1985) (solo voce; non accreditato)
- Opera (1987) (solo voce; non accreditato)
- Amore all'ultimo morso (Innocent Blood), regia di John Landis (1992)
- Il cielo è sempre più blu, regia di Antonello Grimaldi (1995)
- Hanging Shadows - Perspective on Italian Horror Cinema, regia di Paolo Fazzini (2005)
- Dante's inferno documented (2010)
- Tutti pazzi per amore 2, episodio 2×24-25 (2010)
- Aquarius Visionarius - Il cinema di Michele Soavi, regia di Claudio Lattanzi (2018)
- Alida, regia di Mimmo Verdesca (2020)
- Vortex, regia di Gaspar Noé (2021)
- Sergio Leone - L'italiano che inventò l'America, regia di Francesco Zippel (2022)
- Call My Agent - Italia, regia di Luca Ribuoli – serie TV, episodio 2x05 (2024)
- Titanus 1904, regia di Giuseppe Rossi (2024)

### Documentari sul regista
- Il mondo dell'orrore di Dario Argento, regia di Michele Soavi (1985)
- I grandi registi: Dario Argento, regia di Valerio Caprara e Ilaria de Laurentiis (1990)
- Il mondo di Dario Argento 2: Master of Horror, regia di Luigi Cozzi (1991)
- Il mondo di Dario Argento 3: Il museo degli orrori di Dario Argento, regia di Luigi Cozzi (1997)
- Dario Argento: Il mio cinema, regia di Luigi Cozzi (1999)
- Dario Argento: An Eye for Horror, regia di Leon Ferguson (2000)
- Dario Argento: Panico regia di Simone Scafidi (2023)
- Profondo Argento regia di Giancarlo Rolandi, Steve Della Casa

## Teatro

### Regista
- Macbeth (2013)
- Lucia di Lammermoor (2015)
- Salomè (2017)

## Televisione

### Regista
- Il tram – film TV della serie La porta sul buio (con lo pseudonimo di Sirio Bernadotte, 1973[15])
- Testimone oculare – film TV della serie La porta sul buio (subentra a Roberto Pariante, 1973)[15]
- Gli incubi di Dario Argento – serie TV (1987)
- Ti piace Hitchcock? – film TV (2005)
- Jenifer - Istinto assassino – film TV (episodio 1x03 della serie Masters of Horror, 2005)
- Pelts – film TV (episodio 2x06 della serie Masters of Horror, 2006)

### Sceneggiatore
- Turno di notte - serie tv (1987-1988)
- Gli incubi di Dario Argento - serie tv (1987)

### Conduttore
- 100 pallottole d'Argento, Rai Movie (2012- 2013)

## Discografia
- Suspiria (1977)
- Zombi (1978)

## Videogiochi

### Doppiatore
- Dottor Terrence Kyne nel videogioco Dead Space

## Fumetto
Fortemente influenzato dalle tematiche e dall’estetica del cinema di Dario Argento, lo scrittore e sceneggiatore Tiziano Sclavi (un cui pseudonimo giovanile fu non a caso Francesco Argento) omaggia numerose volte il regista romano, in modo più o meno diretto, sulle pagine del fumetto Dylan Dog, da lui ideato per la Sergio Bonelli Editore; in particolare, Argento compare, mescolato nella folla, in una vignetta di Dylan Dog n. 5, Gli uccisori (febbraio 1987), scritto da Sclavi e disegnato da Luca Dell'Uomo. Nell'agosto del 2018 esce Dylan Dog n. 383, Profondo nero, con soggetto di Argento, sceneggiatura di Stefano Piani e disegni di Corrado Roi.
Nel dicembre del 1990 le Edizioni Eden di Roma lanciano nelle edicole, per la cura del regista Luigi Cozzi, dello Studio Leonetti e di Massimo Moscati, il mensile dal formato bonelliano Dario Argento presenta Profondo Rosso, che in ogni numero propone brevi storie horror in bianco e nero concepite da fumettisti come Davide Longoni, Giorgio Montorio, Giancarlo Olivares e Giancarlo Tenenti, oltre all’autore delle copertine Luca Vannini. Argento funge da "presentatore" dei vari episodi della collana, della quale escono in tutto tredici numeri più due albi speciali. Nel 2016 le Edizioni Profondo Rosso di Roma hanno ristampato alcuni dei fumetti apparsi originariamente sul mensile all'interno del libro Gli incubi di Dario Argento, curato da Luigi Cozzi.
Il numero di maggio 2022 del mensile linus è dedicato a Dario Argento, a partire dalla copertina realizzata da Alice Iuri. All'interno della rivista compaiono cinque opere a fumetti che celebrano il regista: Dario di Massimo Giacon, Un tulpa per amico di Squaz, Oltre il cinema di Argento di Sergio Algozzino, Suspiria. Sussurate, sospirate, le streghe sono tornate di Danilo Maramotti, e Argento tenebra di Giuseppe Pollicelli e Sudario Brando (nome d'arte di Francesco Siena).

## Riconoscimenti
- David di Donatello
  - 2019 – David speciale
- Festival internazionale del film fantastico di Avoriaz
  - 1991 – Candidatura al Grand Prize per Due occhi diabolici
- Festival del Cinema di Sitges
  - 1976 – Miglior regista per Profondo rosso
  - 1999 – Premio Macchina del Tempo Onorario
- Grolla d'oro
  - 1970 – Miglior regista esordiente per L'uccello dalle piume di cristallo
- Locarno Film Festival
  - 2021 – Lifetime Achievement Award - Parmigiani

## Opere
- Mostri & C., Grandi Manuali Anthropos, 1982
- Paura, Einaudi, 2014 (a cura di Marco Peano)
- Horror. Storie di sangue, spiriti e segreti, Mondadori, 2018
- Dylan Dog n. 383: Profondo nero, Sergio Bonelli Editore, 2018

## Influenza culturale

Una scena del film 4 mosche di velluto grigio (1971), il terzo capitolo della trilogia zoologica.

Sulla scia del successo dei suoi primi film come L'uccello dalle piume di cristallo, Il gatto a nove code e 4 mosche di velluto grigio, nacque un vero e proprio filone di film aventi degli animali nel titolo, come ad esempio La tarantola dal ventre nero, Una farfalla con le ali insanguinate, Una lucertola con la pelle di donna, La coda dello scorpione, e molti altri.